# Uditore (Titel)
Uditore ist eine seit dem Mittelalter gebräuchliche italienische Bezeichnung im päpstlichen Gesandtschaftswesen (Latein: Auditor). Die italienische Bezeichnung setzte sich aufgrund der lange dominierenden Stellung italienischer Kuriendiplomaten im päpstlichen Gesandtschaftswesen gegenüber der eigentlichen lateinischen Amtsbezeichnung durch. Dem Nuntius steht ein Uditore, ein Diplomat stets geistlichen Standes, quasi als „rechte Hand“ zur Seite, vergleichbar einem Botschaftsrat bzw. Legationsrat einer anderen diplomatischen Mission. Der Titel Uditore wird mittlerweile vielfach durch an die allgemeinen diplomatischen Gepflogenheiten angeglichene Titulaturen wie „Nuntiaturrat (1. Klasse)“ etc. zurückgedrängt.